# Красноярский почтамт
Красноярский почтамт (Доходный дом П. М. Дегтярева) — объект регионального культурного наследия, построенный в начале XX века в городе Красноярске.
Адрес здания: г. Красноярск, ул. Ленина, 62.

## История
Трёхэтажное кирпичное здание построено в 1910—1911 годах на перекрестке ул. Благовещенской и Покровского переулка. Строительство велось по проекту губернского архитектора В. А. Соколовского. Заказчик строительства — купец Дегтярёв. Здание строилось как доходный дом, в 1911—1913 годах на первом этаже находилась гостиница «Полярная звезда», верхние этажи занимали жилые квартиры.
В 1913 г. на первом этаже работали почтово-телеграфная контора и городская телефонная станция (Дом народной связи), а на втором этаже располагалось 12 квартир.
Здание является памятником архитектуры регионального значения по решению Исполнительного комитета Красноярского краевого Совета народных депутатов от 16 июня 1980 г.
В 2017 году планировалась его реставрация.

## Архитектурные особенности
Кирпичное здание, П-образное в плане. Оформление включает элементы разных стилей: модерна и неоклассицизма. На главном фасаде выступают три ризалита. Дворовая часть также имеет ризалит посредине, дворовый фасад сложной конфигурации, с карманами по углам. Центральный ризалит главного фасада имеет овальный щипец, обрамлённый высокими тумбами с волютообразными завершениями; овальное окно в щипце обрамлено единым наличником с проёмом третьего этажа. Первый и второй этажи этого ризалита имеют круглые оконные проёмы. На втором этаже балкон, с бетонным ограждением плавных очертаний, включающим изогнутые металлические элементы. В боковых ризалитах главного фасада, за вестибюлями, парадные лестницы. Над этими парадными входами нависают эркеры с балконами. Наверху — лучковый фронтон с разорванным карнизом и лепным картушем в уровне фриза. Над ними — треугольный аттик с шаром на вершине. Кровля здания — металлическая, чешуйчатая. По краю кровли — фигурная решётка. Фасад украшен растительным орнаментом и масками.